# A Gyűrűk Ura (rajzfilm)
A Gyűrűk Ura (eredeti cím: The Lord of Rings) 1978-ban bemutatott amerikai rajzfilm, amely J. R. R. Tolkien A Gyűrűk Ura című regénytrilógiája alapján készült. Ez volt az első komolyabb próbálkozás Tolkien regényének megfilmesítésére, de a rajzfilm csak a trilógia feléig meséli el a történetet. Ennek oka, hogy a regény grandiózus cselekményét filmre vinni jelentős költségekkel járó vállalkozás lett volna, ezért is nem történt túl sok lépés korábban a megfilmesítés irányába, de a rajzfilm félbehagyása jelezte, hogy ez a projekt is megbukott a jelentős költségek miatt: a forgalmazócég, a United Artists nem rendelte meg a film folytatását.
Az animációs játékfilm rendezője Ralph Bakshi, producere Saul Zaentz. A forgatókönyvet Chris Conkling és Peter S. Beagle írta, a zenéjét Leonard Rosenman szerezte. A mozifilm a Fantasy Films, a Bakshi Productions és a Saul Zaentz Productions gyártásában készült, a United Artists forgalmazásában jelent meg.
Amerikában 1978. november 15-én mutatták be a mozikban, Magyarországon két szinkronos változat is készült belőle, amelyekből az elsőt 1998. szeptember 24-én adták ki VHS-en, a másodikat 2011. december 26-án az M2-n vetítették le a televízióban.

## Cselekmény
Frodó, az ifjú hobbit egy nap birtokába kerül nagybátyja, Bilbó gyűrűjének, ami azonban nem közönséges gyűrű: ez az Egy Gyűrű, ami a gonosz Szauron nagyúré volt, amíg kalandos úton Bilbóhoz nem került. Szauron leigázhatná a világot, ha a gyűrűt ismét birtokolná. Gandalf, a bölcs varázsló, Frodó barátja figyelmezteti, hogy mindenhonnan ellenségek lesnek rá, akik meg akarják szerezni a gyűrűt, ezért az egyetlen lehetőség megsemmisíteni a gyűrűt, mielőtt azt Szauron birtokolhatná. Így indul hosszú, kalandos, fáradságos útra Frodó, aminek végén a Tűzhegy katlanjába kell dobnia az Egy Gyűrűt, ahonnan vétetett, mert csak az képes elpusztítani.

## Szereplők
| Szereplő    | Eredeti hang       | Magyar hang                         | Magyar hang                   |
| Szereplő    | Eredeti hang       | 1. magyar szinkron (InterCom, 1998) | 2. magyar szinkron (M2, 2011) |
| ----------- | ------------------ | ----------------------------------- | ----------------------------- |
| Frodó       | Christopher Guard  | Kerekes József                      | Szvetlov Balázs               |
| Gandalf     | William Squire     | Bitskey Tibor                       | Tordy Géza                    |
| Samu        | Michael Scholes    | Tahi József                         | Scherer Péter                 |
| Aragorn     | John Hurt          | Harsányi Gábor                      | Háda János                    |
| Trufa       | Simon Chandler     | Besenczi Árpád                      | Gacsal Ádám                   |
| Pippin      | Dominic Guard      | Csőre Gábor                         | Berkes Bence                  |
| Boromir     | Michael Graham Cox | Barbinek Péter                      | Schneider Zoltán              |
| Legolas     | Anthony Daniels    | Haás Vander Péter                   | Markovics Tamás               |
| Gimli       | David Buck         | Antal László                        | Albert Péter                  |
| Elrond      | André Morell       | Wohlmuth István                     | Rubold Ödön                   |
| Théoden     | Philip Stone       | Versényi László                     | Cs. Németh Lajos              |
| Galadriel   | Annette Crosbie    | Spilák Klára                        | Balsai Móni                   |
| Szarumán    | Fraser Kerr        | Izsóf Vilmos                        | Vass Gábor                    |
| Bilbó       | Norman Bird        | Minárovits Péter                    | Vári Attila                   |
| Szilszakáll | John Westbrook     | Denyel Iván                         | Tóth Zoltán                   |
| Fogadós     | Alan Tilvern       | Szűcs Sándor                        | Tóth Zoltán                   |
| Kígyónyelvű | Michael Deacon     | Vizy György                         | Dörner György                 |
| Gollam      | Peter Woodthorpe   | Cseke Péter                         | Végh Péter                    |
| Mesélő      | N/A                | Kristóf Tibor                       | Versényi László               |
| Celeborn    | N/A                | Láng József                         | Pipó László                   |

- További magyar hangok (1. magyar szinkronban): Bácskai János, Katona Zoltán, Welker Gábor

## Televíziós megjelenések
2. magyar szinkron: M2